# Richard Pococke
Richard Pococke (né à Southampton en 1704 et mort au château de Charleville en 1765) est un anthropologue et égyptologue britannique.
Pococke était un grand voyageur, particulièrement en Égypte entre 1737 et 1741, où il a visité la vallée des Rois. En 1741, il s'est rendu à la Mer de Glace avec son compatriote William Windham, ce qui est souvent vu comme le tout début de l'essor touristique de la vallée de Chamonix.
Peu avant sa mort, il a été nommé évêque de Meath.

## Publications
- A Description of the East and Some other Countries, vol. I: Observations on Egypt, Londres, W. Boyer, 1743 ;
- A Description of the East and Some other Countries, vol. II, Londres, W. Boyer, 1745Divisé en deux parties :
Part 1, Observations on Palæstina or the Holy Land, Syria, Mesopotamia, Cyprus, and Candia.
Part 2, Observations on the islands of the Archipelago, Asia Minor, Thrace, Greece, and some other parts of Europe.